# أسطورة التسامح الإسلامي (كتاب)
أسطورة التسامح الإسلامي: كيف يُعامل القانون الإسلامي غير المسلمين، هو مجموعة من 63 مقالة جمعها وحررها روبرت سبنسر. تناول تعامل الإسلام مع السكان من غير المسلمين أثناء وبعد أن فتح المسلمون أراضيهم.

## مقدمة عامة
يحتوي الكتاب على 17 فصلاً وضعها بات يور، كما تضمن مقالات كتبها كل من ابن وراق ووليد فارس وديفيد ليتمان وباتريك سوخديو، ومارك دوريه. يرى الكتاب أن مواقف المسلمين اليوم تنبع من أساس الدين الإسلامي نفسه.